# Neoramia hokina
Neoramia hokina är en spindelart som beskrevs av Forster och Wilton 1973. Neoramia hokina ingår i släktet Neoramia och familjen trattspindlar. Inga underarter finns listade i Catalogue of Life.